# (385446) Манвэ
(385446) Манвэ (англ. Manwë) — двойной резонансный объект пояса Койпера, находящийся в резонансе среднего движения 4:7 с Нептуном. Объект был открыт 25 августа 2003 года американским астрономом Марком Буйе в обсерватории Серро-Тололо на севере Чили.

## Открытие и присвоение названия
Манвэ был открыт 25 августа 2003 года М.В. Буйе в рамках Глубокого обзора эклиптики (англ. Deep Ecliptic Survey). Объект назван в честь Манвэ, одного из Валар в легендариуме Дж. Р. Р. Толкина. Спутник объекта получил название Торондор по имени владыки орлов, помощников Манвэ.

## Спутник
У Манвэ есть один известный спутник, Торондор ((385446) Манвэ I Торондор). По оценкам, размер спутника составляет около половины размера Манвэ, 33–53 км по сравнению с 58–92 км. Кривая блеска обладает значительной переменностью, относительная звёздная величина дух объектов меняется на  0.6–2.1 на протяжении нескольких лет.
Орбита спутника обладает  следующими параметрами: большая полуось 6674 ± 41 км, период 110.176 ± 0.018 дней, эксцентриситет 0.5632 ± 0.0070, наклон 25.58 ± 0.23°. Полная масса системы составляет около 1.94×1018 кг.

## Физические свойства
Манвэ проявляет признаки значительной нерегулярной фотометрической переменности, что свидетельствует о том, что компоненты системы не находятся в приливном захвате. Поверхность Манвэ и Торондора, вероятно, имеет красный цвет. Состав  Манвэ неизвестен, но предполагается, что в основном он состоит изо льда, поскольку средняя плотность объекта оказалась ниже плотности воды, хоть и  с высокой неопределённостью. По крайней мере один объект пояса Койпера, (55637) 2002 UX25 обладает плотностью менее 1 г/см3, что свидетельствует о в основном ледяном составе с малой долей каменных пород и высокой пористостью.

## Наблюдаемые явления
В 2014-2018 годах в системе Манвэ-Торондор происходят прохождения и затмения: при наблюдении с Земли один из объектов проходит перед другим. В 1985-1990 годах происходили подобные явления в системе Плутон-Харон. Наблюдения таких явлений позволяют получить более точные оценки радиусов объектов и их плотности, а также, возможно, определить форму и свойства альбедо поверхности. Предполагалось, что прохождения будут происходить с июля 2014 года по октябрь 2018 года.